# Municipio de Eagle Grove
El municipio de Eagle Grove (en inglés: Eagle Grove Township) es un municipio ubicado en el condado de Wright en el estado estadounidense de Iowa. En el año 2010 tenía una población de 3870 habitantes y una densidad poblacional de 41,26 personas por km².

## Geografía
El municipio de Eagle Grove se encuentra ubicado en las coordenadas 42°41′17″N 93°54′44″O / 42.68806, -93.91222. Según la Oficina del Censo de los Estados Unidos, el municipio tiene una superficie total de 93.79 km², de la cual 93,79 km² corresponden a tierra firme y (0 %) 0 km² es agua.

## Demografía
Según el censo de 2010, había 3870 personas residiendo en el municipio de Eagle Grove. La densidad de población era de 41,26 hab./km². De los 3870 habitantes, el municipio de Eagle Grove estaba compuesto por el 95,35 % blancos, el 0,78 % eran afroamericanos, el 0,08 % eran amerindios, el 0,16 % eran asiáticos, el 1,73 % eran de otras razas y el 1,91 % eran de una mezcla de razas. Del total de la población el 8,37 % eran hispanos o latinos de cualquier raza.